# El amor vendrá como un incendio forestal
El amor vendrá como un incendio forestal es una película dramática argentina de 2022 dirigida por Laura Spiner.
La película tuvo su estreno mundial en la sección oficial (competencia argentina) de la 37.ª edición del Festival Internacional de Cine de Mar del Plata.

## Sinopsis
Una joven escritora envía cartas de amor secretas a su vecino, al que observa obsesivamente desde su ventana. Las lee y colecciona hasta que un día, por falta de inspiración, se apropia de una de ellas y se la envía a su amante. A partir de entonces, por falta de amor, estas y otras muchas cartas de amor pasan de una persona a otra, que se roban las palabras hasta llegar al fin del mundo.

## Elenco
- Milva Leonardi
- Francisco Bertín
- Victoria Spiner
- Violeta Pugliese
- Julian Infantino